# مالكوم بيري
مالكوم بيري (بالإنجليزية: Malcolm Perry)‏ هو فيزيائي بريطاني، ولد في 13 نوفمبر 1951 في برمنغهام في المملكة المتحدة.

## وصلات خارجية
- الموقع الرسمي